# Tayla Peres
Tayla Ribeiro Peres da Silva (Boa Vista, 13 de fevereiro de 1991), mais conhecida como Tayla Peres, é uma advogada e política brasileira. É deputada estadual pelo estado de Roraima, compondo a 8.ª legislatura, filiada ao PRTB.